# Лахуксі-Ярв
Лахуксі-Ярв (ест. Lahuksi järv, інші назви ест. Lahukse järv) — озеро в Естонії, що розташоване на острові Сааремаа, у волості Люманда.